# سارة خليل
سارة خليل ممثلة مصرية عملت كمدربة تمثيل وشاركت في العديد من الأعمال التليفزيونية.

## أعمالها

### المسلسلات
- حكايات جروب العيلة: أنتج عام 2022، ولعبت فيه دور «سهر».
- سفاح الجيزة: أنتج عام 2023، ولعبت فيه دور «عبلة».[1][2]
- جولة أخيرة: أنتج عام 2024، ولعبت فيه دور «مديحة».
- ظلم المصطبة: أنتج عام 2025، ولعبت فيه دور «عبير».

## وصلات خارجية
- صفحة الممثلة على قاعدة بيانات الأفلام العربية